# Desaster (2015)
Desaster ist eine schwarze Komödie von Justus von Dohnányi aus dem Jahr 2015. In den Hauptrollen spielen Dohnányi selbst, Jan Josef Liefers und Stefan Kurt, die bereits in Bis zum Ellenbogen (2007) zusammenspielten. Der Kinostart war am 16. Juli 2015.

## Handlung
Die Staatsanwaltschaft will dem Mafiaboss Mischa mithilfe mehrerer Kronzeugen das Handwerk legen. Um dem vorzubeugen, lädt Mischa den Schweizer Anwalt Dr. Jürg Würsch in seine Villa nach Saint-Tropez ein. Dort soll er eine hohe Summe Bargeld gegen den Aufenthaltsort seiner Kronzeugen erhalten. Würsch erhofft sich zudem ein Schäferstündchen mit Mischas attraktiver Gattin Lydia und hat, damit alles glattgeht, die beiden Profikiller Ed und Mace engagiert.
Es stellt sich heraus, dass auch Mischas Mutter und Lydia hinter dem Geld her sind. Der Zugangscode zum Safe befindet sich jedoch auf dem Kilometerstand des Autos, mit dem Lydia und Johann, ihre Liebesaffäre, eine Spritztour unternommen haben, sodass dieser nun verstellt ist. Als Mischas Mutter Ed im Garten entdeckt, stößt er sie versehentlich von der Terrasse. Würsch und Lydia eilen zu ihr hinunter und schließen sich dabei aus der Villa aus.
Während Lydia zur Yacht im Hafen läuft, versucht Ed über den Schornstein in die Villa zu gelangen und bleibt dabei stecken. Würsch und Mace fällt ein, dass Mischas Mutter einen elektronischen Haustürschlüssel um den Hals trug, mit dem es ihnen gelingt, die Villa zu öffnen. Sie entdecken durch Zufall das Versteck des Safes, und Mace erinnert sich an ein mitgehörtes Telefonat, in dem Johann Lydia die Kilometeranzahl der Spritztour mitgeteilt hatte. Sie öffnen den Safe und geben sich einer Orgie aus Alkohol und Geld hin, während Ed weiterhin im Schornstein steckt. Als Johann erkennt, dass Lydia wegen der von Mace präparierten Bootsleiter ertrunken ist, sinnt er auf Rache und fährt zur Villa. Er wird jedoch überwältigt und gefesselt. Etwas später ertränkt er sich durch einen Unfall selbst im Pool.
Als Mace einschläft, rät Ed, ihn mit Mandellikör zu erledigen, da dieser auf Mandeln allergisch reagiert. Würsch entscheidet sich jedoch stattdessen für K.-o.-Tropfen. In dem Moment erwacht Mace und zwingt Würsch, die Tropfen selbst einzunehmen. Mace stößt mit dem bereits gefüllten Glas Mandellikör an und erschießt Würsch anschließend im Todeskrampf mit einer Harpune. Als der Dorfpolizist eintrifft, nimmt dieser das herumliegende Bargeld an sich, stirbt jedoch kurz darauf, indem er sich den tödlichen Lippenstift von Mace aufträgt. Schließlich trifft Mischa in der Villa ein und begutachtet das Chaos. Er nimmt sich einen Drink und setzt sich an den Pool, allerdings stellt er kurz darauf fest, dass es sich um das Glas mit den K.-o.-Tropfen handelt und stürzt in den Pool.
Als die Einbruchsicherung der Villa aufgehoben wird, wird auch der Kamin freigegeben, sodass Ed befreit wird. Er nimmt das Geld und trifft sich mit Lydia, die offenbar doch nicht ertrunken ist und sich als seine Geliebte herausstellt. Um weiter ungebunden zu sein, stößt er sie jedoch von der Klippe und widmet sich dem aus der Villa mitgebrachten Kanarienvogel. Ed will ihm die Freiheit schenken, allerdings piept dieser eine bestimmte Melodie, woraufhin der Stift in seiner Hand ihm ein tödliches Gift injiziert.

## Rezeption
Der Filmdienst sah den Film „auf den Spuren der sardonischen englischen Krimis von Guy Ritchie“. Auch „wenn dabei dramaturgisch nicht alles immer“ rundlaufe, würden die „bestens aufgelegten Darsteller für solide Unterhaltung“ sorgen.